# Mielkendorf
Mielkendorf ist eine Gemeinde bei Kiel im Kreis Rendsburg-Eckernförde in Schleswig-Holstein. Maase, Lehmteich, Ruhm, Blockshagen, Hohe Leuchte sowie Steinfurt liegt im Gemeindegebiet.

## Geografie und Verkehr
Mielkendorf liegt an der Eider direkt südwestlich von Kiel an der Bundesautobahn 215 von Kiel zum Autobahndreieck Bordesholm.

## Geschichte
Mielkendorf wurde 1238 erstmals erwähnt.
Im heutigen Gemeindegebiet lagen fünf wahrscheinlich im Hochmittelalter angelegte Dörfer, von denen drei jedoch nur wenige Jahrhunderte Bestand hatten. Während Johannsdorf (Hansdorf), Blockshagen und Belekendorf wieder aufgegeben wurden, sind Mielkendorf und Steinfurt erhalten geblieben. Jedoch ist Blockshagen heute noch eine Ortslage und Hansdorf noch im Namen des Hansdorfer Sees und des Waldes Hansdorfer Tannen zu finden. Das Dorf Steinfurt ist außer von Mielkendorf auch ein Ortsteil von Rodenbek.
In seiner heutigen Form besteht das Gemeindegebiet seit 1951. Vorher gehörte die Fläche der damals gebildeten Gemeinde Rodenbek zu Mielkendorf.

## Politik

### Gemeindevertretung
Bei der Kommunalwahl am 14. Mai 2023 wurden insgesamt 13 Sitze vergeben. Die Bürgergemeinschaft Mielkendorf erhielt sieben Sitze und das Team Mielkendorf sechs Sitze.

### Wappen
Blasonierung: „Erhöht geteilt von Gold und Grün mit dreimal spitz ausgebogener Teilungslinie. Oben zwei grüne Eichenblätter, unten ein silberner Wellenbalken.“
Das Wappen erhielt Mielkendorf 1988 anlässlich seiner damaligen 750-Jahr-Feier. Die Trennlinie zwischen dem gelben und dem grünen Abschnitt zitiert den charakteristischen dreigliedrigen Spitzgiebel der Mielkendorfer Turnhalle.

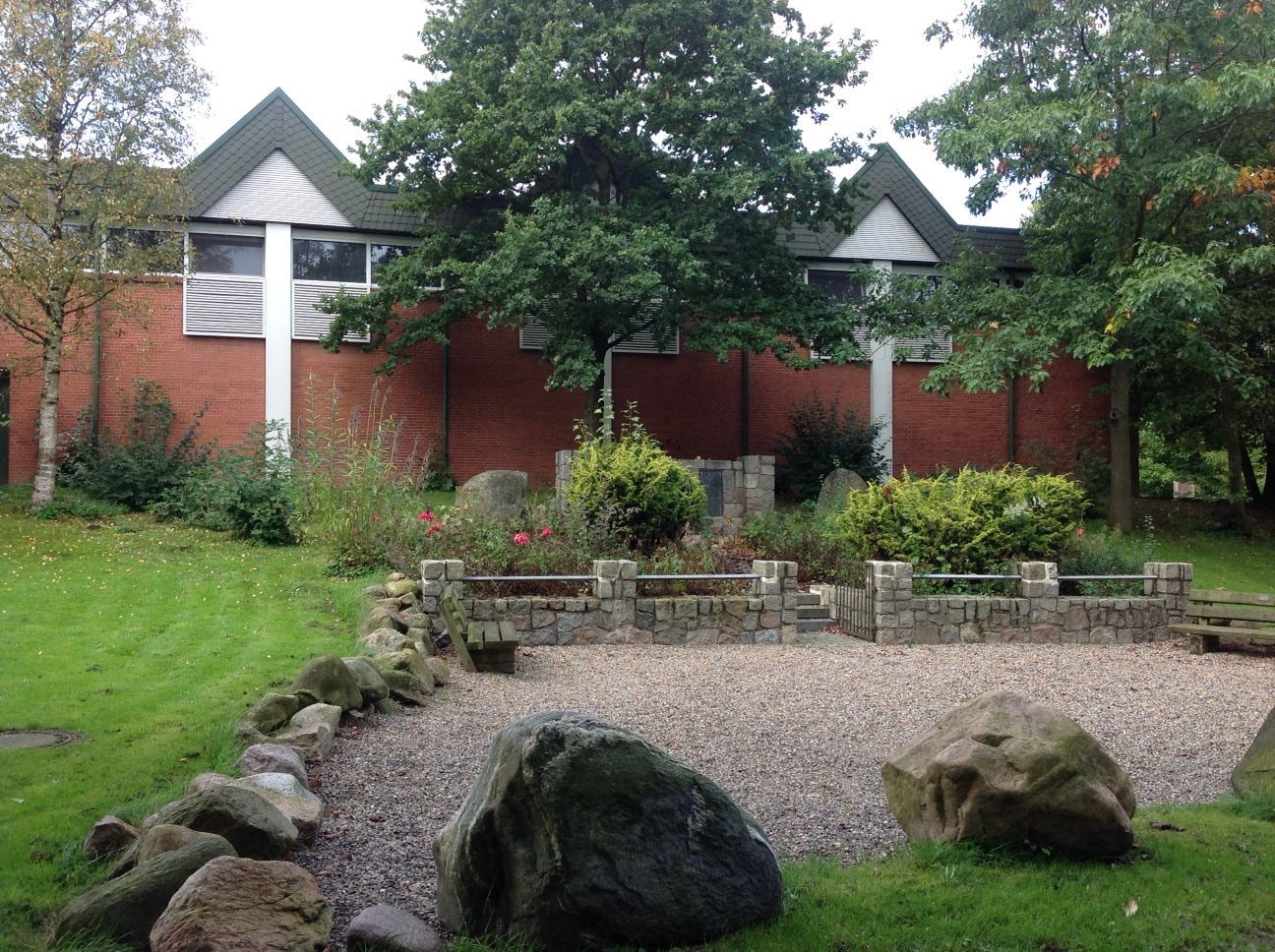
Turnhallengiebel und Basis des Mielkendorfer Wappens

## Wirtschaft

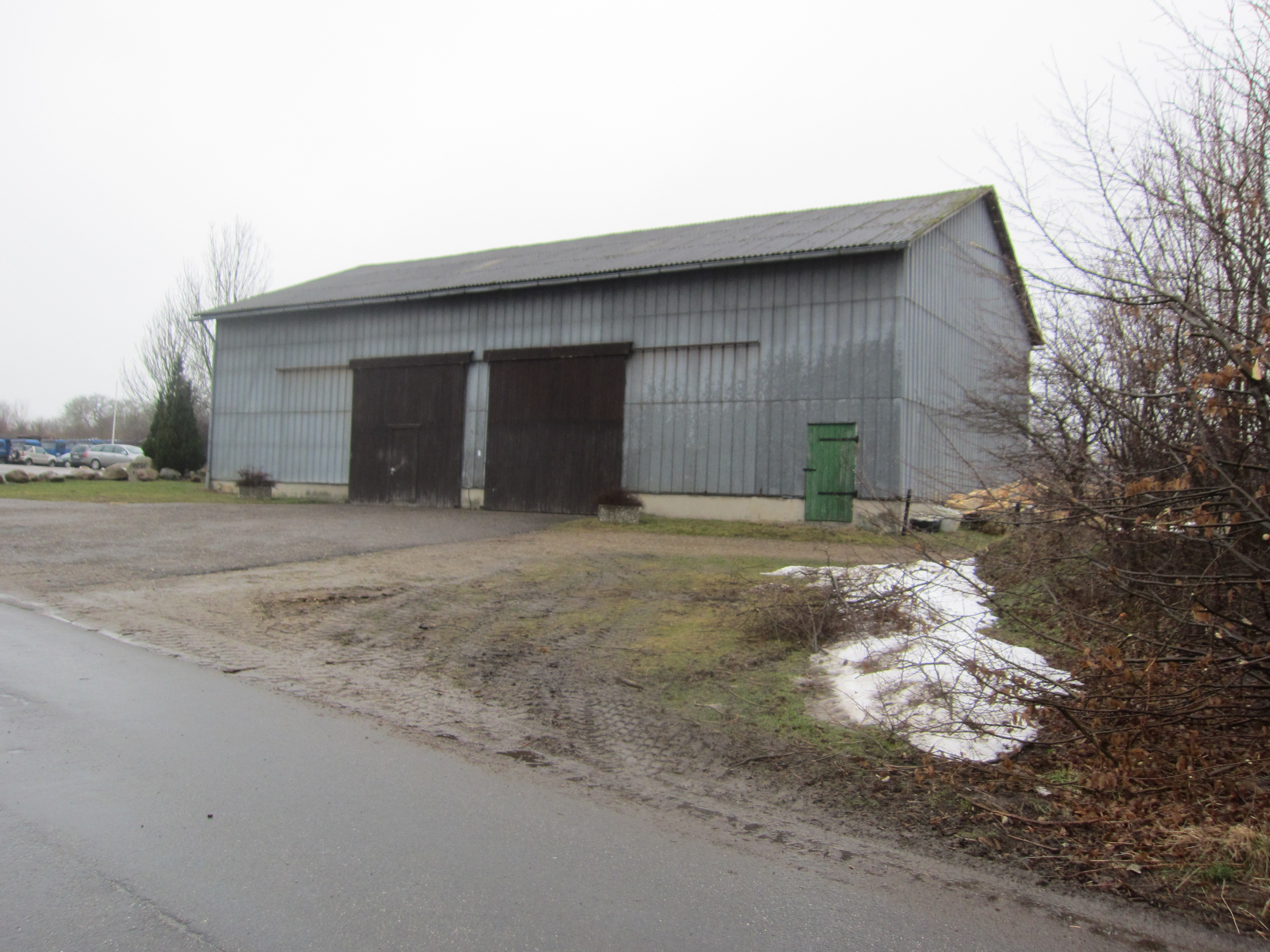
Landwirtschaft in der Gemeinde Mielkendorf: Scheune in Steinfurt

Der Ort war ursprünglich landwirtschaftlich geprägt, heute überwiegt aufgrund der Nähe zu Kiel jedoch die Wohnnutzung.

## Persönlichkeiten
- Alfred Kamphausen (1906–1982), Kunsthistoriker, Museumsdirektor und Hochschullehrer in Kiel, lebte in Mielkendorf.